# Scopula chalcographata
Scopula chalcographata là một loài bướm đêm trong họ Geometridae.